# TuS Hakoah Essen
Der Turn- und Sportclub Hakoah Essen war ein deutsch-jüdischer Sportverein in Essen, der von 1923 bis 1938 existierte.

## Vereinsgeschichte

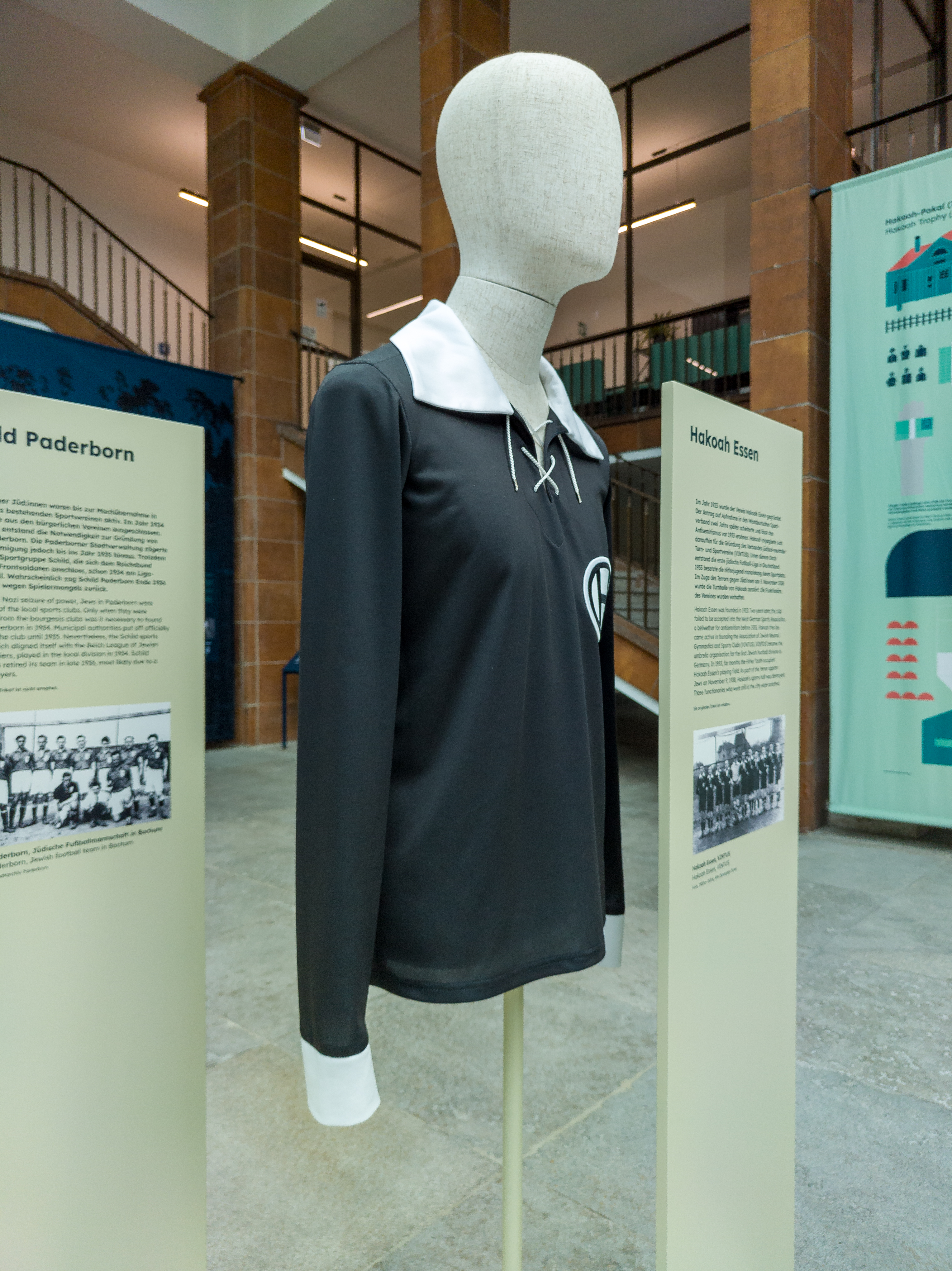
Fußballtrikot von Hakoah Essen

Der Turn- und Sportclub Hakoah Essen wurde im Oktober 1923 gegründet und hatte im Juni 1924 bereits 470 Mitglieder, im November 1927 mehr als 1000. Er wurde von den Gemeinderabbinern Salomon Samuel und Hugo Hahn unterstützt, die dem Verein den Gemeindesaal an zwei Abenden zur Verfügung stellten. Die Turnabteilung mietete von der Stadt Essen die Schulturnhalle der Alfredischule im Ostviertel, mit dem ETB Schwarz-Weiß Essen und dem VfB Rellinghausen wurden Verträge über die Mitbenutzung ihrer Sportplätze abgeschlossen. Im Oktober 1924 wurde die erste eigene Turnhalle mit Vorführungen in Boxen und Turnen eröffnet.
Im Verein wurde Turnen, Gymnastik, Fußball, Leichtathletik, Boxen, Tennis, Tischtennis, Schwimmen und Fechten betrieben, es wurden Skiausfahrten ins Sauerland organisiert. Schon im Januar 1924 erschien die erste Ausgabe der Vereinszeitung „Hakoah-Blätter“, in der örtliche Unternehmen Anzeigen schalten konnten. Auch die jüdische Gemeinde, die über kein eigenes Blatt verfügte, hatte hier Platz für ihre Mitteilungen. Andere jüdische Organisationen wie der lokale Ableger des Misrachi, der Theaterverein „Hasomir“ und der Jugendwanderverein „Kadimah“ wiesen in dem Blatt auf ihre Aktivitäten hin. Die Vereinsführung stellte die politische Neutralität des Sportvereins heraus und gewährte in der Zeitung keinen Platz für die Auseinandersetzung um den Zionismus. Als Vereinsemblem wurde ein stilisiertes „H“ für „Hakoah“ gewählt und bewusst nicht der Davidstern. Im Juli 1924 hielt der deutsche Meister Erich Rahn einen Lehrgang in Jiu Jitsu ab.
Der Essener Verein war ein Vorbild für eine Vielzahl von Sportvereinsgründungen im Ruhrgebiet und im Rheinland, die sich dabei in Essen organisatorische Hilfe holten. Da der Westdeutsche Spiel-Verband keine weiteren Vereine in seinen Spielbetrieb aufnahm, wurde im April 1925 der Verband jüdisch neutraler Turn- und Sportvereine Westdeutschlands VINTUS mit Sitz in Essen gegründet, der Wettbewerbe unter den jüdischen Vereinen organisierte.
Nach der Machtergreifung der Nationalsozialisten 1933 wurden in Deutschland die jüdischen Vereinsmitglieder zunächst mit vereinsinternen Arierparagraphen herausgedrängt, und den Vereinen wurde schließlich im Dezember 1933 per preußischem Gesetz die Mitgliedschaft von Nicht-Ariern gänzlich verboten. Eine sportliche Betätigung war diesen nun nur noch in den jüdischen Sportvereinen möglich, die dadurch an Mitgliedern gewannen und für diese an Bedeutung. Unter dem politischen Druck mussten die Vereine ihre (innerjüdische) Neutralität zur Frage des Zionismus aufgeben, die Mitgliedsvereine des VINTUS traten daher bis Januar 1934 dem Deutschen Makkabi-Kreis bei. Im Essener Hakoah kümmerten sich die Vereinsmitglieder verstärkt um Kultur- und Freizeitangebote, Wohlfahrtsangelegenheiten, Arbeitsbeschaffung und um die Emigration. Die eigene Turnhalle im Mendelsohn-Bau des Jüdischen Jugendheims wurde 1933 zeitweise von der Hitlerjugend beschlagnahmt. 1937 wurden im Hakoah noch Fußball, Turnen, Schwimmen, Leichtathletik und Tischtennis betrieben, die Boxabteilung hatte 70 Mitglieder.
In der Reichspogromnacht 1938 wurde die Synagoge Essen in Brand gesetzt, das Jugendheim zerstört, drei Vorstandsmitglieder des TuS Hakoah am 10. November in Schutzhaft genommen und am 16. November in das Konzentrationslager Dachau deportiert, unter ihnen Siegbert Riesenfeld. Er konnte 1939 nach Großbritannien emigrieren und kämpfte im Zweiten Weltkrieg als britischer Soldat. Seinen Nachlass aus der Hakoah-Zeit in Essen hinterließ er 1976 dem Makkabi-Museum in Ramat Gan.